# Ecdyonurus
Ecdyonurus – rodzaj jętek z rodziny zmarwlocikowatych. 
Ich larwy żyją w wodzie. Preferują czyste, natlenione i szybko płynące strumienie górskie, o dnie kamienistym. Ich płaski kształt jest przystosowaniem do przeciwstawienia się działaniu prądu wody. Takie gabaryty umożliwiają im przyleganie do kamieni i uniknięcie tym samym zmycia (Allan, 1998)